# GP2 francia nagydíj
A GP2 francia nagydíjat 2005 és 2008 közt rendezték meg, a magny-coursi versenypályán. A nagydíjon több, korábbi vagy későbbi Formula–1-es pilóta is szerzett győzelmet: Heikki Kovalainen, Nico Rosberg, Giorgio Pantano Timo Glock és Sébastien Buemi.

## Nyertesek
| Év   | Főverseny nyertese | Nyertes csapat       | Sprintverseny nyertese | Nyertes csapat                 |
| ---- | ------------------ | -------------------- | ---------------------- | ------------------------------ |
| 2005 | Heikki Kovalainen  | Arden International  | Nico Rosberg           | ART Grand Prix                 |
| 2006 | Timo Glock         | iSport International | Giorgio Pantano        | Petrol Ofisi FMS International |
| 2007 | Giorgio Pantano    | Campos Grand Prix    | Javier Villa           | Racing Engineering             |
| 2008 | Giorgio Pantano    | Racing Engineering   | Sébastien Buemi        | Arden International            |

## Debütáló pilóták
| Év   | Pilóta           | Csapat             |
| ---- | ---------------- | ------------------ |
| 2008 | Michael Herck    | David Price Racing |
| 2008 | Carlos Iaconelli | BCN Competición    |
| 2008 | Marko Asmer      | FMS International  |